# Salsa romántica
Salsa Romántica, oorspronkelijk ballada en salsa geheten, is een melodieuzere variant van salsamuziek zoals die in de jaren tachtig en negentig werd gespeeld in New York, Puerto Rico, en de Dominicaanse Republiek. Door de mix van romantische teksten en energieke, zij het tragere, salsaritmes werd het veelvuldig gebruikt voor bewerkingen van top 40-ballads.

## Geschiedenis
Salsa romántica is rond 1980 ontstaan toen de klassieke salsa, zoals vormgegeven door het Fania-label, nog op zijn hoogtepunt was; Orquesta Versailles, onder leiding van de Cubaans-Amerikaanse muzikanten/producers La Palabra en Jesús "El Niño" Alejandro Pérez, scoorde in 1981 een hit met hun versie van Todo se Derrumbo van de Spaanse zanger Emanuel. Naar aanleiding van dit succes kwam er drie jaar later een heel album vol popballads in een romantisch salsajasje. Vanwege andere verplichtingen werd Noches Calientes niet geproduceerd door La Palabra en El Niño, maar door Fania-veteraan Louis Ramirez en zanger Ray de la Paz die een jongere generatie vertegenwoordigde. 

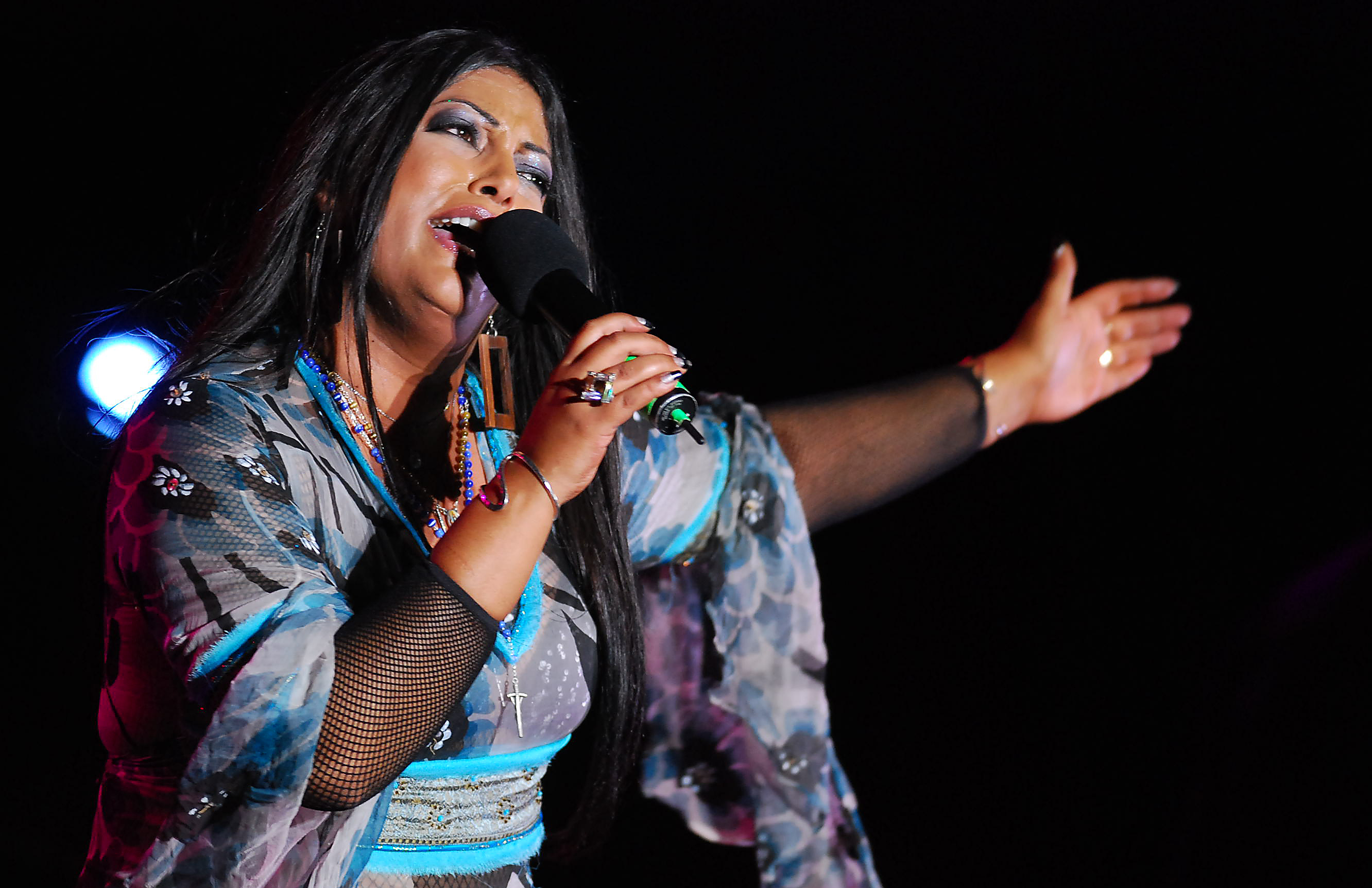
La India op het Festival de la Salsa in Nicaragua (2008)

De hoogtijdagen van salsa romántica duurden tot ver in de jaren negentig, mede dankzij het platenlabel RMM dat min of meer de leidende positie had overgenomen van Fania sinds daar geen nieuwe studioalbums meer werden uitgebracht. Artiesten als La India en Marc Anthony (samen te horen op het duet Vivir Nuestro) groeiden uit tot supersterren; laatstgenoemde brak zelfs door bij het poppubliek zonder zijn Spaanstalige fans van zich te vervreemden. Jerry Rivera werd de eerste salsazanger die drievoudig platina in de wacht sleepte met zijn salsa romántica-album Cuenta Conmigo (Reken Op Mij). 

## Kritiek
Ondanks dat het vele grote namen voortbracht met een dito schare fans, wordt salsa romántica door oudere muzikanten en liefhebbers als een slap aftreksel (salsa monga) van de klassieke salsa beschouwd, vooral omdat de improvisatiemogelijkheden en de sociaal-politieke teksten ontbreken. Als reactie stond er in de late jaren negentig een nieuwe lichting bands op die hardcore salsa (salsa dura) maakte volgens de vertrouwde Fania-arrangementen.
Sindsdien zijn de grenzen tussen romántica en dura vervaagd.